# Шведський клас І з хокею 1927
Клас 1: 1927 — 5-й сезон у Класі 1, що був на той час найвищою за рівнем клубною лігою у шведському хокеї з шайбою. 
У чемпіонаті взяли участь 8 клубів. Турнір проходив у одне коло.
Переможцем змагань став клуб ІК «Йота» (Стокгольм) .

## Турнірна таблиця
|   | Команда                     | І | В | Н | П | Ш       | О  |
| - | --------------------------- | - | - | - | - | ------- | -- |
| 1 | ІК «Йота» (Стокгольм)       | 7 | 6 | 1 | 0 | 48 - 7  | 13 |
| 2 | Седертельє СК               | 7 | 6 | 1 | 0 | 22 - 4  | 13 |
| 3 | «Гаммарбю» ІФ (Стокгольм)   | 7 | 4 | 1 | 2 | 21 - 9  | 9  |
| 4 | Лідінге ІФ                  | 7 | 4 | 0 | 3 | 22 - 28 | 8  |
| 5 | ІФ «Ліннеа» (Стокгольм)     | 7 | 3 | 0 | 3 | 10 - 20 | 6  |
| 6 | Нака СК                     | 7 | 1 | 2 | 4 | 12 - 29 | 4  |
| 7 | ІФК Стокгольм               | 7 | 0 | 2 | 5 | 6 - 26  | 2  |
| 8 | «Трансбергс» ІФ (Стокгольм) | 7 | 0 | 1 | 6 | 6 – 25  | 1  |